# Antonio Piatesi
Antonio Piatesi (Imola, 26 settembre 1903 – Imola, 30 novembre 1986) è stato un compositore di scacchi italiano.
Soprannominato "il vulcano di Imola" per la grande inventiva e prolificità, compose oltre 1 000 problemi in due e tre mosse, dei quali oltre 200 premiati (22 primi premi). I suoi lavori spiccano per originalità di idee e complessità di gioco.
Maestro ASI per la composizione, nel 1982 gli fu conferito dall'AMIS (Associazione maestri italiani di scacchi) il Premio Gioacchino Greco "Una vita per gli scacchi".
Nel 1986 la FIDE, tramite la PCCC, lo nominò Maestro FIDE della composizione honoris causa.
|   | a | b | c | d | e | f | g | h |   |
| 8 | b8 re del bianco · f6 torre del bianco · b5 alfiere del bianco · d5 re del nero · e5 pedone del nero · d4 pedone del bianco · g4 cavallo del bianco · h3 cavallo del bianco · b2 cavallo del nero · d2 cavallo del nero · e2 pedone del bianco · f2 donna del bianco · h2 pedone del nero · a1 alfiere del bianco · b1 torre del nero · c1 alfiere del nero · d1 torre del bianco · h1 donna del nero | b8 re del bianco · f6 torre del bianco · b5 alfiere del bianco · d5 re del nero · e5 pedone del nero · d4 pedone del bianco · g4 cavallo del bianco · h3 cavallo del bianco · b2 cavallo del nero · d2 cavallo del nero · e2 pedone del bianco · f2 donna del bianco · h2 pedone del nero · a1 alfiere del bianco · b1 torre del nero · c1 alfiere del nero · d1 torre del bianco · h1 donna del nero | b8 re del bianco · f6 torre del bianco · b5 alfiere del bianco · d5 re del nero · e5 pedone del nero · d4 pedone del bianco · g4 cavallo del bianco · h3 cavallo del bianco · b2 cavallo del nero · d2 cavallo del nero · e2 pedone del bianco · f2 donna del bianco · h2 pedone del nero · a1 alfiere del bianco · b1 torre del nero · c1 alfiere del nero · d1 torre del bianco · h1 donna del nero | b8 re del bianco · f6 torre del bianco · b5 alfiere del bianco · d5 re del nero · e5 pedone del nero · d4 pedone del bianco · g4 cavallo del bianco · h3 cavallo del bianco · b2 cavallo del nero · d2 cavallo del nero · e2 pedone del bianco · f2 donna del bianco · h2 pedone del nero · a1 alfiere del bianco · b1 torre del nero · c1 alfiere del nero · d1 torre del bianco · h1 donna del nero | b8 re del bianco · f6 torre del bianco · b5 alfiere del bianco · d5 re del nero · e5 pedone del nero · d4 pedone del bianco · g4 cavallo del bianco · h3 cavallo del bianco · b2 cavallo del nero · d2 cavallo del nero · e2 pedone del bianco · f2 donna del bianco · h2 pedone del nero · a1 alfiere del bianco · b1 torre del nero · c1 alfiere del nero · d1 torre del bianco · h1 donna del nero | b8 re del bianco · f6 torre del bianco · b5 alfiere del bianco · d5 re del nero · e5 pedone del nero · d4 pedone del bianco · g4 cavallo del bianco · h3 cavallo del bianco · b2 cavallo del nero · d2 cavallo del nero · e2 pedone del bianco · f2 donna del bianco · h2 pedone del nero · a1 alfiere del bianco · b1 torre del nero · c1 alfiere del nero · d1 torre del bianco · h1 donna del nero | b8 re del bianco · f6 torre del bianco · b5 alfiere del bianco · d5 re del nero · e5 pedone del nero · d4 pedone del bianco · g4 cavallo del bianco · h3 cavallo del bianco · b2 cavallo del nero · d2 cavallo del nero · e2 pedone del bianco · f2 donna del bianco · h2 pedone del nero · a1 alfiere del bianco · b1 torre del nero · c1 alfiere del nero · d1 torre del bianco · h1 donna del nero | b8 re del bianco · f6 torre del bianco · b5 alfiere del bianco · d5 re del nero · e5 pedone del nero · d4 pedone del bianco · g4 cavallo del bianco · h3 cavallo del bianco · b2 cavallo del nero · d2 cavallo del nero · e2 pedone del bianco · f2 donna del bianco · h2 pedone del nero · a1 alfiere del bianco · b1 torre del nero · c1 alfiere del nero · d1 torre del bianco · h1 donna del nero | 8 |
| 7 | b8 re del bianco · f6 torre del bianco · b5 alfiere del bianco · d5 re del nero · e5 pedone del nero · d4 pedone del bianco · g4 cavallo del bianco · h3 cavallo del bianco · b2 cavallo del nero · d2 cavallo del nero · e2 pedone del bianco · f2 donna del bianco · h2 pedone del nero · a1 alfiere del bianco · b1 torre del nero · c1 alfiere del nero · d1 torre del bianco · h1 donna del nero | b8 re del bianco · f6 torre del bianco · b5 alfiere del bianco · d5 re del nero · e5 pedone del nero · d4 pedone del bianco · g4 cavallo del bianco · h3 cavallo del bianco · b2 cavallo del nero · d2 cavallo del nero · e2 pedone del bianco · f2 donna del bianco · h2 pedone del nero · a1 alfiere del bianco · b1 torre del nero · c1 alfiere del nero · d1 torre del bianco · h1 donna del nero | b8 re del bianco · f6 torre del bianco · b5 alfiere del bianco · d5 re del nero · e5 pedone del nero · d4 pedone del bianco · g4 cavallo del bianco · h3 cavallo del bianco · b2 cavallo del nero · d2 cavallo del nero · e2 pedone del bianco · f2 donna del bianco · h2 pedone del nero · a1 alfiere del bianco · b1 torre del nero · c1 alfiere del nero · d1 torre del bianco · h1 donna del nero | b8 re del bianco · f6 torre del bianco · b5 alfiere del bianco · d5 re del nero · e5 pedone del nero · d4 pedone del bianco · g4 cavallo del bianco · h3 cavallo del bianco · b2 cavallo del nero · d2 cavallo del nero · e2 pedone del bianco · f2 donna del bianco · h2 pedone del nero · a1 alfiere del bianco · b1 torre del nero · c1 alfiere del nero · d1 torre del bianco · h1 donna del nero | b8 re del bianco · f6 torre del bianco · b5 alfiere del bianco · d5 re del nero · e5 pedone del nero · d4 pedone del bianco · g4 cavallo del bianco · h3 cavallo del bianco · b2 cavallo del nero · d2 cavallo del nero · e2 pedone del bianco · f2 donna del bianco · h2 pedone del nero · a1 alfiere del bianco · b1 torre del nero · c1 alfiere del nero · d1 torre del bianco · h1 donna del nero | b8 re del bianco · f6 torre del bianco · b5 alfiere del bianco · d5 re del nero · e5 pedone del nero · d4 pedone del bianco · g4 cavallo del bianco · h3 cavallo del bianco · b2 cavallo del nero · d2 cavallo del nero · e2 pedone del bianco · f2 donna del bianco · h2 pedone del nero · a1 alfiere del bianco · b1 torre del nero · c1 alfiere del nero · d1 torre del bianco · h1 donna del nero | b8 re del bianco · f6 torre del bianco · b5 alfiere del bianco · d5 re del nero · e5 pedone del nero · d4 pedone del bianco · g4 cavallo del bianco · h3 cavallo del bianco · b2 cavallo del nero · d2 cavallo del nero · e2 pedone del bianco · f2 donna del bianco · h2 pedone del nero · a1 alfiere del bianco · b1 torre del nero · c1 alfiere del nero · d1 torre del bianco · h1 donna del nero | b8 re del bianco · f6 torre del bianco · b5 alfiere del bianco · d5 re del nero · e5 pedone del nero · d4 pedone del bianco · g4 cavallo del bianco · h3 cavallo del bianco · b2 cavallo del nero · d2 cavallo del nero · e2 pedone del bianco · f2 donna del bianco · h2 pedone del nero · a1 alfiere del bianco · b1 torre del nero · c1 alfiere del nero · d1 torre del bianco · h1 donna del nero | 7 |
| 6 | b8 re del bianco · f6 torre del bianco · b5 alfiere del bianco · d5 re del nero · e5 pedone del nero · d4 pedone del bianco · g4 cavallo del bianco · h3 cavallo del bianco · b2 cavallo del nero · d2 cavallo del nero · e2 pedone del bianco · f2 donna del bianco · h2 pedone del nero · a1 alfiere del bianco · b1 torre del nero · c1 alfiere del nero · d1 torre del bianco · h1 donna del nero | b8 re del bianco · f6 torre del bianco · b5 alfiere del bianco · d5 re del nero · e5 pedone del nero · d4 pedone del bianco · g4 cavallo del bianco · h3 cavallo del bianco · b2 cavallo del nero · d2 cavallo del nero · e2 pedone del bianco · f2 donna del bianco · h2 pedone del nero · a1 alfiere del bianco · b1 torre del nero · c1 alfiere del nero · d1 torre del bianco · h1 donna del nero | b8 re del bianco · f6 torre del bianco · b5 alfiere del bianco · d5 re del nero · e5 pedone del nero · d4 pedone del bianco · g4 cavallo del bianco · h3 cavallo del bianco · b2 cavallo del nero · d2 cavallo del nero · e2 pedone del bianco · f2 donna del bianco · h2 pedone del nero · a1 alfiere del bianco · b1 torre del nero · c1 alfiere del nero · d1 torre del bianco · h1 donna del nero | b8 re del bianco · f6 torre del bianco · b5 alfiere del bianco · d5 re del nero · e5 pedone del nero · d4 pedone del bianco · g4 cavallo del bianco · h3 cavallo del bianco · b2 cavallo del nero · d2 cavallo del nero · e2 pedone del bianco · f2 donna del bianco · h2 pedone del nero · a1 alfiere del bianco · b1 torre del nero · c1 alfiere del nero · d1 torre del bianco · h1 donna del nero | b8 re del bianco · f6 torre del bianco · b5 alfiere del bianco · d5 re del nero · e5 pedone del nero · d4 pedone del bianco · g4 cavallo del bianco · h3 cavallo del bianco · b2 cavallo del nero · d2 cavallo del nero · e2 pedone del bianco · f2 donna del bianco · h2 pedone del nero · a1 alfiere del bianco · b1 torre del nero · c1 alfiere del nero · d1 torre del bianco · h1 donna del nero | b8 re del bianco · f6 torre del bianco · b5 alfiere del bianco · d5 re del nero · e5 pedone del nero · d4 pedone del bianco · g4 cavallo del bianco · h3 cavallo del bianco · b2 cavallo del nero · d2 cavallo del nero · e2 pedone del bianco · f2 donna del bianco · h2 pedone del nero · a1 alfiere del bianco · b1 torre del nero · c1 alfiere del nero · d1 torre del bianco · h1 donna del nero | b8 re del bianco · f6 torre del bianco · b5 alfiere del bianco · d5 re del nero · e5 pedone del nero · d4 pedone del bianco · g4 cavallo del bianco · h3 cavallo del bianco · b2 cavallo del nero · d2 cavallo del nero · e2 pedone del bianco · f2 donna del bianco · h2 pedone del nero · a1 alfiere del bianco · b1 torre del nero · c1 alfiere del nero · d1 torre del bianco · h1 donna del nero | b8 re del bianco · f6 torre del bianco · b5 alfiere del bianco · d5 re del nero · e5 pedone del nero · d4 pedone del bianco · g4 cavallo del bianco · h3 cavallo del bianco · b2 cavallo del nero · d2 cavallo del nero · e2 pedone del bianco · f2 donna del bianco · h2 pedone del nero · a1 alfiere del bianco · b1 torre del nero · c1 alfiere del nero · d1 torre del bianco · h1 donna del nero | 6 |
| 5 | b8 re del bianco · f6 torre del bianco · b5 alfiere del bianco · d5 re del nero · e5 pedone del nero · d4 pedone del bianco · g4 cavallo del bianco · h3 cavallo del bianco · b2 cavallo del nero · d2 cavallo del nero · e2 pedone del bianco · f2 donna del bianco · h2 pedone del nero · a1 alfiere del bianco · b1 torre del nero · c1 alfiere del nero · d1 torre del bianco · h1 donna del nero | b8 re del bianco · f6 torre del bianco · b5 alfiere del bianco · d5 re del nero · e5 pedone del nero · d4 pedone del bianco · g4 cavallo del bianco · h3 cavallo del bianco · b2 cavallo del nero · d2 cavallo del nero · e2 pedone del bianco · f2 donna del bianco · h2 pedone del nero · a1 alfiere del bianco · b1 torre del nero · c1 alfiere del nero · d1 torre del bianco · h1 donna del nero | b8 re del bianco · f6 torre del bianco · b5 alfiere del bianco · d5 re del nero · e5 pedone del nero · d4 pedone del bianco · g4 cavallo del bianco · h3 cavallo del bianco · b2 cavallo del nero · d2 cavallo del nero · e2 pedone del bianco · f2 donna del bianco · h2 pedone del nero · a1 alfiere del bianco · b1 torre del nero · c1 alfiere del nero · d1 torre del bianco · h1 donna del nero | b8 re del bianco · f6 torre del bianco · b5 alfiere del bianco · d5 re del nero · e5 pedone del nero · d4 pedone del bianco · g4 cavallo del bianco · h3 cavallo del bianco · b2 cavallo del nero · d2 cavallo del nero · e2 pedone del bianco · f2 donna del bianco · h2 pedone del nero · a1 alfiere del bianco · b1 torre del nero · c1 alfiere del nero · d1 torre del bianco · h1 donna del nero | b8 re del bianco · f6 torre del bianco · b5 alfiere del bianco · d5 re del nero · e5 pedone del nero · d4 pedone del bianco · g4 cavallo del bianco · h3 cavallo del bianco · b2 cavallo del nero · d2 cavallo del nero · e2 pedone del bianco · f2 donna del bianco · h2 pedone del nero · a1 alfiere del bianco · b1 torre del nero · c1 alfiere del nero · d1 torre del bianco · h1 donna del nero | b8 re del bianco · f6 torre del bianco · b5 alfiere del bianco · d5 re del nero · e5 pedone del nero · d4 pedone del bianco · g4 cavallo del bianco · h3 cavallo del bianco · b2 cavallo del nero · d2 cavallo del nero · e2 pedone del bianco · f2 donna del bianco · h2 pedone del nero · a1 alfiere del bianco · b1 torre del nero · c1 alfiere del nero · d1 torre del bianco · h1 donna del nero | b8 re del bianco · f6 torre del bianco · b5 alfiere del bianco · d5 re del nero · e5 pedone del nero · d4 pedone del bianco · g4 cavallo del bianco · h3 cavallo del bianco · b2 cavallo del nero · d2 cavallo del nero · e2 pedone del bianco · f2 donna del bianco · h2 pedone del nero · a1 alfiere del bianco · b1 torre del nero · c1 alfiere del nero · d1 torre del bianco · h1 donna del nero | b8 re del bianco · f6 torre del bianco · b5 alfiere del bianco · d5 re del nero · e5 pedone del nero · d4 pedone del bianco · g4 cavallo del bianco · h3 cavallo del bianco · b2 cavallo del nero · d2 cavallo del nero · e2 pedone del bianco · f2 donna del bianco · h2 pedone del nero · a1 alfiere del bianco · b1 torre del nero · c1 alfiere del nero · d1 torre del bianco · h1 donna del nero | 5 |
| 4 | b8 re del bianco · f6 torre del bianco · b5 alfiere del bianco · d5 re del nero · e5 pedone del nero · d4 pedone del bianco · g4 cavallo del bianco · h3 cavallo del bianco · b2 cavallo del nero · d2 cavallo del nero · e2 pedone del bianco · f2 donna del bianco · h2 pedone del nero · a1 alfiere del bianco · b1 torre del nero · c1 alfiere del nero · d1 torre del bianco · h1 donna del nero | b8 re del bianco · f6 torre del bianco · b5 alfiere del bianco · d5 re del nero · e5 pedone del nero · d4 pedone del bianco · g4 cavallo del bianco · h3 cavallo del bianco · b2 cavallo del nero · d2 cavallo del nero · e2 pedone del bianco · f2 donna del bianco · h2 pedone del nero · a1 alfiere del bianco · b1 torre del nero · c1 alfiere del nero · d1 torre del bianco · h1 donna del nero | b8 re del bianco · f6 torre del bianco · b5 alfiere del bianco · d5 re del nero · e5 pedone del nero · d4 pedone del bianco · g4 cavallo del bianco · h3 cavallo del bianco · b2 cavallo del nero · d2 cavallo del nero · e2 pedone del bianco · f2 donna del bianco · h2 pedone del nero · a1 alfiere del bianco · b1 torre del nero · c1 alfiere del nero · d1 torre del bianco · h1 donna del nero | b8 re del bianco · f6 torre del bianco · b5 alfiere del bianco · d5 re del nero · e5 pedone del nero · d4 pedone del bianco · g4 cavallo del bianco · h3 cavallo del bianco · b2 cavallo del nero · d2 cavallo del nero · e2 pedone del bianco · f2 donna del bianco · h2 pedone del nero · a1 alfiere del bianco · b1 torre del nero · c1 alfiere del nero · d1 torre del bianco · h1 donna del nero | b8 re del bianco · f6 torre del bianco · b5 alfiere del bianco · d5 re del nero · e5 pedone del nero · d4 pedone del bianco · g4 cavallo del bianco · h3 cavallo del bianco · b2 cavallo del nero · d2 cavallo del nero · e2 pedone del bianco · f2 donna del bianco · h2 pedone del nero · a1 alfiere del bianco · b1 torre del nero · c1 alfiere del nero · d1 torre del bianco · h1 donna del nero | b8 re del bianco · f6 torre del bianco · b5 alfiere del bianco · d5 re del nero · e5 pedone del nero · d4 pedone del bianco · g4 cavallo del bianco · h3 cavallo del bianco · b2 cavallo del nero · d2 cavallo del nero · e2 pedone del bianco · f2 donna del bianco · h2 pedone del nero · a1 alfiere del bianco · b1 torre del nero · c1 alfiere del nero · d1 torre del bianco · h1 donna del nero | b8 re del bianco · f6 torre del bianco · b5 alfiere del bianco · d5 re del nero · e5 pedone del nero · d4 pedone del bianco · g4 cavallo del bianco · h3 cavallo del bianco · b2 cavallo del nero · d2 cavallo del nero · e2 pedone del bianco · f2 donna del bianco · h2 pedone del nero · a1 alfiere del bianco · b1 torre del nero · c1 alfiere del nero · d1 torre del bianco · h1 donna del nero | b8 re del bianco · f6 torre del bianco · b5 alfiere del bianco · d5 re del nero · e5 pedone del nero · d4 pedone del bianco · g4 cavallo del bianco · h3 cavallo del bianco · b2 cavallo del nero · d2 cavallo del nero · e2 pedone del bianco · f2 donna del bianco · h2 pedone del nero · a1 alfiere del bianco · b1 torre del nero · c1 alfiere del nero · d1 torre del bianco · h1 donna del nero | 4 |
| 3 | b8 re del bianco · f6 torre del bianco · b5 alfiere del bianco · d5 re del nero · e5 pedone del nero · d4 pedone del bianco · g4 cavallo del bianco · h3 cavallo del bianco · b2 cavallo del nero · d2 cavallo del nero · e2 pedone del bianco · f2 donna del bianco · h2 pedone del nero · a1 alfiere del bianco · b1 torre del nero · c1 alfiere del nero · d1 torre del bianco · h1 donna del nero | b8 re del bianco · f6 torre del bianco · b5 alfiere del bianco · d5 re del nero · e5 pedone del nero · d4 pedone del bianco · g4 cavallo del bianco · h3 cavallo del bianco · b2 cavallo del nero · d2 cavallo del nero · e2 pedone del bianco · f2 donna del bianco · h2 pedone del nero · a1 alfiere del bianco · b1 torre del nero · c1 alfiere del nero · d1 torre del bianco · h1 donna del nero | b8 re del bianco · f6 torre del bianco · b5 alfiere del bianco · d5 re del nero · e5 pedone del nero · d4 pedone del bianco · g4 cavallo del bianco · h3 cavallo del bianco · b2 cavallo del nero · d2 cavallo del nero · e2 pedone del bianco · f2 donna del bianco · h2 pedone del nero · a1 alfiere del bianco · b1 torre del nero · c1 alfiere del nero · d1 torre del bianco · h1 donna del nero | b8 re del bianco · f6 torre del bianco · b5 alfiere del bianco · d5 re del nero · e5 pedone del nero · d4 pedone del bianco · g4 cavallo del bianco · h3 cavallo del bianco · b2 cavallo del nero · d2 cavallo del nero · e2 pedone del bianco · f2 donna del bianco · h2 pedone del nero · a1 alfiere del bianco · b1 torre del nero · c1 alfiere del nero · d1 torre del bianco · h1 donna del nero | b8 re del bianco · f6 torre del bianco · b5 alfiere del bianco · d5 re del nero · e5 pedone del nero · d4 pedone del bianco · g4 cavallo del bianco · h3 cavallo del bianco · b2 cavallo del nero · d2 cavallo del nero · e2 pedone del bianco · f2 donna del bianco · h2 pedone del nero · a1 alfiere del bianco · b1 torre del nero · c1 alfiere del nero · d1 torre del bianco · h1 donna del nero | b8 re del bianco · f6 torre del bianco · b5 alfiere del bianco · d5 re del nero · e5 pedone del nero · d4 pedone del bianco · g4 cavallo del bianco · h3 cavallo del bianco · b2 cavallo del nero · d2 cavallo del nero · e2 pedone del bianco · f2 donna del bianco · h2 pedone del nero · a1 alfiere del bianco · b1 torre del nero · c1 alfiere del nero · d1 torre del bianco · h1 donna del nero | b8 re del bianco · f6 torre del bianco · b5 alfiere del bianco · d5 re del nero · e5 pedone del nero · d4 pedone del bianco · g4 cavallo del bianco · h3 cavallo del bianco · b2 cavallo del nero · d2 cavallo del nero · e2 pedone del bianco · f2 donna del bianco · h2 pedone del nero · a1 alfiere del bianco · b1 torre del nero · c1 alfiere del nero · d1 torre del bianco · h1 donna del nero | b8 re del bianco · f6 torre del bianco · b5 alfiere del bianco · d5 re del nero · e5 pedone del nero · d4 pedone del bianco · g4 cavallo del bianco · h3 cavallo del bianco · b2 cavallo del nero · d2 cavallo del nero · e2 pedone del bianco · f2 donna del bianco · h2 pedone del nero · a1 alfiere del bianco · b1 torre del nero · c1 alfiere del nero · d1 torre del bianco · h1 donna del nero | 3 |
| 2 | b8 re del bianco · f6 torre del bianco · b5 alfiere del bianco · d5 re del nero · e5 pedone del nero · d4 pedone del bianco · g4 cavallo del bianco · h3 cavallo del bianco · b2 cavallo del nero · d2 cavallo del nero · e2 pedone del bianco · f2 donna del bianco · h2 pedone del nero · a1 alfiere del bianco · b1 torre del nero · c1 alfiere del nero · d1 torre del bianco · h1 donna del nero | b8 re del bianco · f6 torre del bianco · b5 alfiere del bianco · d5 re del nero · e5 pedone del nero · d4 pedone del bianco · g4 cavallo del bianco · h3 cavallo del bianco · b2 cavallo del nero · d2 cavallo del nero · e2 pedone del bianco · f2 donna del bianco · h2 pedone del nero · a1 alfiere del bianco · b1 torre del nero · c1 alfiere del nero · d1 torre del bianco · h1 donna del nero | b8 re del bianco · f6 torre del bianco · b5 alfiere del bianco · d5 re del nero · e5 pedone del nero · d4 pedone del bianco · g4 cavallo del bianco · h3 cavallo del bianco · b2 cavallo del nero · d2 cavallo del nero · e2 pedone del bianco · f2 donna del bianco · h2 pedone del nero · a1 alfiere del bianco · b1 torre del nero · c1 alfiere del nero · d1 torre del bianco · h1 donna del nero | b8 re del bianco · f6 torre del bianco · b5 alfiere del bianco · d5 re del nero · e5 pedone del nero · d4 pedone del bianco · g4 cavallo del bianco · h3 cavallo del bianco · b2 cavallo del nero · d2 cavallo del nero · e2 pedone del bianco · f2 donna del bianco · h2 pedone del nero · a1 alfiere del bianco · b1 torre del nero · c1 alfiere del nero · d1 torre del bianco · h1 donna del nero | b8 re del bianco · f6 torre del bianco · b5 alfiere del bianco · d5 re del nero · e5 pedone del nero · d4 pedone del bianco · g4 cavallo del bianco · h3 cavallo del bianco · b2 cavallo del nero · d2 cavallo del nero · e2 pedone del bianco · f2 donna del bianco · h2 pedone del nero · a1 alfiere del bianco · b1 torre del nero · c1 alfiere del nero · d1 torre del bianco · h1 donna del nero | b8 re del bianco · f6 torre del bianco · b5 alfiere del bianco · d5 re del nero · e5 pedone del nero · d4 pedone del bianco · g4 cavallo del bianco · h3 cavallo del bianco · b2 cavallo del nero · d2 cavallo del nero · e2 pedone del bianco · f2 donna del bianco · h2 pedone del nero · a1 alfiere del bianco · b1 torre del nero · c1 alfiere del nero · d1 torre del bianco · h1 donna del nero | b8 re del bianco · f6 torre del bianco · b5 alfiere del bianco · d5 re del nero · e5 pedone del nero · d4 pedone del bianco · g4 cavallo del bianco · h3 cavallo del bianco · b2 cavallo del nero · d2 cavallo del nero · e2 pedone del bianco · f2 donna del bianco · h2 pedone del nero · a1 alfiere del bianco · b1 torre del nero · c1 alfiere del nero · d1 torre del bianco · h1 donna del nero | b8 re del bianco · f6 torre del bianco · b5 alfiere del bianco · d5 re del nero · e5 pedone del nero · d4 pedone del bianco · g4 cavallo del bianco · h3 cavallo del bianco · b2 cavallo del nero · d2 cavallo del nero · e2 pedone del bianco · f2 donna del bianco · h2 pedone del nero · a1 alfiere del bianco · b1 torre del nero · c1 alfiere del nero · d1 torre del bianco · h1 donna del nero | 2 |
| 1 | b8 re del bianco · f6 torre del bianco · b5 alfiere del bianco · d5 re del nero · e5 pedone del nero · d4 pedone del bianco · g4 cavallo del bianco · h3 cavallo del bianco · b2 cavallo del nero · d2 cavallo del nero · e2 pedone del bianco · f2 donna del bianco · h2 pedone del nero · a1 alfiere del bianco · b1 torre del nero · c1 alfiere del nero · d1 torre del bianco · h1 donna del nero | b8 re del bianco · f6 torre del bianco · b5 alfiere del bianco · d5 re del nero · e5 pedone del nero · d4 pedone del bianco · g4 cavallo del bianco · h3 cavallo del bianco · b2 cavallo del nero · d2 cavallo del nero · e2 pedone del bianco · f2 donna del bianco · h2 pedone del nero · a1 alfiere del bianco · b1 torre del nero · c1 alfiere del nero · d1 torre del bianco · h1 donna del nero | b8 re del bianco · f6 torre del bianco · b5 alfiere del bianco · d5 re del nero · e5 pedone del nero · d4 pedone del bianco · g4 cavallo del bianco · h3 cavallo del bianco · b2 cavallo del nero · d2 cavallo del nero · e2 pedone del bianco · f2 donna del bianco · h2 pedone del nero · a1 alfiere del bianco · b1 torre del nero · c1 alfiere del nero · d1 torre del bianco · h1 donna del nero | b8 re del bianco · f6 torre del bianco · b5 alfiere del bianco · d5 re del nero · e5 pedone del nero · d4 pedone del bianco · g4 cavallo del bianco · h3 cavallo del bianco · b2 cavallo del nero · d2 cavallo del nero · e2 pedone del bianco · f2 donna del bianco · h2 pedone del nero · a1 alfiere del bianco · b1 torre del nero · c1 alfiere del nero · d1 torre del bianco · h1 donna del nero | b8 re del bianco · f6 torre del bianco · b5 alfiere del bianco · d5 re del nero · e5 pedone del nero · d4 pedone del bianco · g4 cavallo del bianco · h3 cavallo del bianco · b2 cavallo del nero · d2 cavallo del nero · e2 pedone del bianco · f2 donna del bianco · h2 pedone del nero · a1 alfiere del bianco · b1 torre del nero · c1 alfiere del nero · d1 torre del bianco · h1 donna del nero | b8 re del bianco · f6 torre del bianco · b5 alfiere del bianco · d5 re del nero · e5 pedone del nero · d4 pedone del bianco · g4 cavallo del bianco · h3 cavallo del bianco · b2 cavallo del nero · d2 cavallo del nero · e2 pedone del bianco · f2 donna del bianco · h2 pedone del nero · a1 alfiere del bianco · b1 torre del nero · c1 alfiere del nero · d1 torre del bianco · h1 donna del nero | b8 re del bianco · f6 torre del bianco · b5 alfiere del bianco · d5 re del nero · e5 pedone del nero · d4 pedone del bianco · g4 cavallo del bianco · h3 cavallo del bianco · b2 cavallo del nero · d2 cavallo del nero · e2 pedone del bianco · f2 donna del bianco · h2 pedone del nero · a1 alfiere del bianco · b1 torre del nero · c1 alfiere del nero · d1 torre del bianco · h1 donna del nero | b8 re del bianco · f6 torre del bianco · b5 alfiere del bianco · d5 re del nero · e5 pedone del nero · d4 pedone del bianco · g4 cavallo del bianco · h3 cavallo del bianco · b2 cavallo del nero · d2 cavallo del nero · e2 pedone del bianco · f2 donna del bianco · h2 pedone del nero · a1 alfiere del bianco · b1 torre del nero · c1 alfiere del nero · d1 torre del bianco · h1 donna del nero | 1 |
|   | a | b | c | d | e | f | g | h |   |

Soluzione:
1. Df5!  (minaccia 2. Dxe5#)

1... Cbc4/Cdc4  2. Cf4/Ac6#

1... Cf3/Cd3  2. e4/Ce3#

1... De4  2. Dd7#